# Demorest
Demorest è un comune degli Stati Uniti d'America, situato nello Stato della Georgia, nella Contea di Habersham.